# Acaromimus
Acaromimus es un género de coleópteros de la familia Anthribidae.

## Especies
Contiene las siguientes especies:
- Acaromimus americanus (Motschulsky, 1873)
- Acaromimus sharpi (Jordan, 1906)